# Donald Downes
Donald Chase Downes (Catonosville, 30 de septiembre de 1903 — Los Ángeles, 26 de marzo de 1983) fue un escritor estadounidense de novelas policíacas.

## Biografía
Estudió en la Universidad de Yale y se convirtió en profesor. Trabajó durante cinco años en Cape Cod antes de incorporarse a la Oficina de Inteligencia Naval (ONI, por sus siglas en inglés), para la que fue a trabajar al Robert College de Estambul. Regresó a los Estados Unidos en 1941 y se unió a la Coordinación de Seguridad Británica (BSC, por sus siglas en inglés) y luego a la Oficina de Servicios Estratégicos (OSS, por sus siglas en inglés), partiendo en misión a Italia y El Cairo.
Tras el final de la Segunda Guerra Mundial y la disolución de la OSS, permaneció un tiempo en Europa antes de regresar a los Estados Unidos. Publicó sus memorias de guerra en 1953 con el título The Scarlett Thread. Su novela Orders to Kill (1958), que ganó el Gran Premio de la literatura policíaca en 1959, es la historia de un aviador enviado por Washington en una misión para eliminar a un espía estadounidense sospechoso de ser un agente doble.

## Obras

### Novelas
- The Scarlett Thread (1953)
- Orders to Kill (1958)
- The Easter Dinner (1960)
- A Red Rose for Maria (1961)

## Adaptaciones

### Al cine
- 1958: Orders to Kill, película británica de Anthony Asquith, basada en la novela Orders to Kill.
- 1962: Aventura en Roma, película estadounidense de Melville Shavelson, basada en la novela The Easter Dinner, con Elsa Martinelli y Charlton Heston.

## Premios y reconocimientos
- Gran premio de la literatura policiaca de 1959 concedido a Orders to Kill.[2]